# Jefte Sbolci
Jefte Sbolci (Florencia, 5 de septiembre de 1833 - idem. 7 de diciembre de 1895) fue un director de orquesta y violonchelista italiano.
Fundó la Società Orchestrale Fiorentina y fue su director durante muchos años. También forma un trío instrumental y el histórico Quartetto Fiorentino con Giuseppe Buonamici, Bruni y Luigi Vannuccini. Al igual que su padre Geremia Sbolci, destacó por su gran labor pedagógica, y fue maestro de excelentes concertistas, como Ottavio Di Picolellis y E. Dini.